# Wealth Planet Perugia Volley 2017-2018
Questa voce raccoglie le informazioni riguardanti la Wealth Planet Perugia Volley nelle competizioni ufficiali della stagione 2017-2018.

## Stagione
Nella stagione 2017-18 la Wealth Planet Perugia Volley assume la denominazione sponsorizzata di Bartoccini Gioiellerie Perugia.
Partecipa per la prima volta alla Serie A2 grazie al ripescaggio dalla Serie B1; chiude la regular season di campionato al quindicesimo posto in classifica, non qualificandosi per i play-off promozione.

## Organigramma societario
Area direttiva
- Presidente: Antonio Bartoccini

Area tecnica
- Allenatore: Fabio Bovari
- Allenatore in seconda: Daniele Panfili

## Rosa
| N° | Nome                 | Ruolo | Data di nascita   | Nazionalità sportiva |
| -- | -------------------- | ----- | ----------------- | -------------------- |
| 1  | Jessica Puchaczewski | S     | 23 maggio 1992    | Italia               |
| 2  | Fiamma Mazzini       | P     | 9 ottobre 1989    | Italia               |
| 3  | Rachele Mancinelli   | S     | 14 maggio 1999    | Italia               |
| 4  | Emanuela Fiore       | O     | 25 ottobre 1986   | Italia               |
| 5  | Silvia Lotti         | S     | 17 giugno 1992    | Italia               |
| 6  | Lorena Zuleta        | C     | 16 gennaio 1981   | Colombia             |
| 7  | Giulia Kotlar        | C     | 25 gennaio 1989   | Italia               |
| 8  | Alice Giampietri     | L     | 22 febbraio 1995  | Italia               |
| 9  | Rebecca Rimoldi      | P     | 25 maggio 1998    | Italia               |
| 10 | Valentina Barbolini  | S     | 17 maggio 1993    | Italia               |
| 11 | Vittoria Repice      | C     | 1º giugno 1988    | Italia               |
| 12 | Giulia Pascucci      | S     | 29 settembre 1993 | Italia               |
| 13 | Carolina Santibacci  | S     | 8 novembre 1998   | Italia               |
| 15 | Mina Tomić           | O     | 13 maggio 1994    | Croazia              |

## Mercato
| Acquisti | Acquisti            | Acquisti         | Acquisti   |
| R.       | Nome                | da               | Modalità   |
| -------- | ------------------- | ---------------- | ---------- |
| S        | Valentina Barbolini | San Giustino     | definitivo |
| O        | Emanuela Fiore      | Lilliput         | definitivo |
| L        | Alice Giampietri    | Savino Del Bene  | definitivo |
| C        | Giulia Kotlar       | Zambelli Orvieto | definitivo |
| S        | Silvia Lotti        | Hermaea          | definitivo |
| S        | Rachele Mancinelli  | Volleyrò         | definitivo |
| P        | Fiamma Mazzini      | Teodora Casadio  | definitivo |
| S        | Giulia Pascucci     | VolAlto Caserta  | definitivo |
| C        | Vittoria Repice     | San Casciano     | definitivo |
| P        | Rebecca Rimoldi     | Pesaro           | definitivo |
| O        | Mina Tomić          | River            | definitivo |
| C        | Lorena Zuleta       | Casalmaggiore    | definitivo |

| Cessioni | Cessioni            | Cessioni              | Cessioni   |
| R.       | Nome                | a                     | Modalità   |
| -------- | ------------------- | --------------------- | ---------- |
| S        | Michela Catena      | Trevi                 | definitivo |
| L        | Giorgia Chiavatti   | Reggio Emilia         | definitivo |
| P        | Corinna Cruciani    | Trevi                 | definitivo |
| P        | Roberta Di Romano   | Corridonia            | definitivo |
| O        | Eleonora Fastellini | San Giustino          | definitivo |
| L        | Sara Gaggiotti      | ?                     | definitivo |
| C        | Linda Martinuzzo    | Libertas Martignacco  | definitivo |
| C        | Valentina Mearini   | San Giustino          | definitivo |
| O        | Veronica Minati     | School Volley Perugia | definitivo |
| L        | Noemi Porzio        | Offanengo             | definitivo |
| C        | Beatrice Ragnacci   | Perugia               | definitivo |
| P        | Claudia Stincone    | San Giustino          | definitivo |
| C        | Martina Tiberi      | Trevi                 | definitivo |

## Risultati

### Serie A2

#### Girone di andata
| 1ª giornata - 8 ottobre 2017 PalaEvangelisti, Perugia                            | Wealth Planet Perugia | 1 - 3 | Club Italia           | 17-25, 25-18, 20-25, 27-29        |
| 2ª giornata - 15 ottobre 2017 PalaCollegno, Collegno                             | CUS Torino            | 1 - 3 | Wealth Planet Perugia | 25-16, 23-25, 16-25, 22-25        |
| 4ª giornata - 22 ottobre 2017 PalaEvangelisti, Perugia                           | Wealth Planet Perugia | 1 - 3 | Cuneo Granda          | 17-25, 19-25, 25-20, 19-25        |
| 5ª giornata - 29 ottobre 2017 PalaScoppa, Soverato                               | Soverato              | 3 - 2 | Wealth Planet Perugia | 17-25, 20-25, 25-17, 25-21, 15-12 |
| 6ª giornata - 1º novembre 2017 PalaCosta, Ravenna                                | Olimpia Teodora       | 2 - 3 | Wealth Planet Perugia | 20-25, 25-17, 22-25, 25-17, 12-15 |
| 7ª giornata - 5 novembre 2017 PalaEvangelisti, Perugia                           | Wealth Planet Perugia | 0 - 3 | Hermaea               | 15-25, 20-25, 21-25               |
| 8ª giornata - 12 novembre 2017 Palazzetto dello Sport, San Giovanni in Marignano | Adolfo Consolini      | 2 - 3 | Wealth Planet Perugia | 22-25, 20-25, 25-17, 25-21, 12-15 |
| 9ª giornata - 19 novembre 2017 PalaEvangelisti, Perugia                          | Wealth Planet Perugia | 0 - 3 | Mondovì               | 21-25, 19-25, 21-25               |
| 10ª giornata - 26 novembre 2017 PalaCollodi, Montecchio Maggiore                 | Montecchio Maggiore   | 3 - 1 | Wealth Planet Perugia | 21-25, 25-19, 27-25, 25-21        |
| 11ª giornata - 29 novembre 2017 PalaEvangelisti, Perugia                         | Wealth Planet Perugia | 0 - 3 | Chieri '76            | 15-25, 26-28, 19-25               |
| 12ª giornata - 2 dicembre 2017 PalaSanbapolis, Trento                            | Trentino Rosa         | 3 - 0 | Wealth Planet Perugia | 25-17, 25-19, 25-20               |
| 13ª giornata - 10 dicembre 2017 PalaEvangelisti, Perugia                         | Wealth Planet Perugia | 0 - 3 | Millenium Brescia     | 22-25, 20-25, 14-25               |
| 14ª giornata - 13 dicembre 2017 PalaEvangelisti, Perugia                         | Wealth Planet Perugia | 3 - 0 | Marsala               | 30-28, 28-26, 25-23               |
| 15ª giornata - 17 dicembre 2017 Palazzetto dello Sport, Caserta                  | VolAlto Caserta       | 2 - 3 | Wealth Planet Perugia | 25-18, 13-25, 14-25, 25-19, 3-15  |
| 16ª giornata - 26 dicembre 2017 PalaPapini, Orvieto                              | Zambelli Orvieto      | 3 - 0 | Wealth Planet Perugia | 25-23, 25-16, 25-22               |
| 17ª giornata - 30 dicembre 2017 PalaEvangelisti, Perugia                         | Wealth Planet Perugia | 0 - 3 | Due Principati        | 19-25, 16-25, 24-26               |

#### Girone di ritorno
| 18ª giornata - 7 gennaio 2018 Centro Pavesi, Milano      | Club Italia           | 3 - 2 | Wealth Planet Perugia | 22-25, 25-22, 21-25, 25-19, 15-11 |
| 19ª giornata - 14 gennaio 2018 PalaEvangelisti, Perugia  | Wealth Planet Perugia | 0 - 3 | CUS Torino            | 20-25, 21-25, 19-25               |
| 21ª giornata - 21 gennaio 2018 PalaCastagnaretta, Cuneo  | Cuneo Granda          | 3 - 1 | Wealth Planet Perugia | 25-14, 19-25, 25-16, 25-17        |
| 22ª giornata - 28 gennaio 2018 PalaEvangelisti, Perugia  | Wealth Planet Perugia | 0 - 3 | Soverato              | 18-25, 20-25, 20-25               |
| 23ª giornata - 4 febbraio 2018 PalaEvangelisti, Perugia  | Wealth Planet Perugia | 3 - 2 | Olimpia Teodora       | 20-25, 25-19, 18-25, 25-20, 15-11 |
| 24ª giornata - 11 febbraio 2018 Geopalace, Olbia         | Hermaea               | 3 - 1 | Wealth Planet Perugia | 25-20, 25-20, 25-27, 27-25        |
| 25ª giornata - 22 febbraio 2018 PalaEvangelisti, Perugia | Wealth Planet Perugia | 3 - 2 | Adolfo Consolini      | 24-26, 29-27, 28-26, 23-25, 18-16 |
| 26ª giornata - 25 febbraio 2018 PalaManera, Mondovì      | Mondovì               | 3 - 0 | Wealth Planet Perugia | 25-20, 25-20, 25-22               |
| 27ª giornata - 3 marzo 2018 PalaEvangelisti, Perugia     | Wealth Planet Perugia | 2 - 3 | Montecchio Maggiore   | 22-25, 25-14, 25-13, 21-25, 13-15 |
| 28ª giornata - 7 marzo 2018 PalaMaddalene, Chieri        | Chieri '76            | 3 - 0 | Wealth Planet Perugia | 25-23, 25-20, 25-21               |
| 29ª giornata - 11 marzo 2018 PalaEvangelisti, Perugia    | Wealth Planet Perugia | 0 - 3 | Trentino Rosa         | 22-25, 38-40, 19-25               |
| 30ª giornata - 17 marzo 2018 PalaGeorge, Montichiari     | Millenium Brescia     | 3 - 0 | Wealth Planet Perugia | 25-14, 26-24, 25-15               |
| 31ª giornata - 5 aprile 2018 PalaBellina, Marsala        | Marsala               | 3 - 0 | Wealth Planet Perugia | 25-16, 26-24, 25-18               |
| 32ª giornata - 24 marzo 2018 PalaEvangelisti, Perugia    | Wealth Planet Perugia | 3 - 0 | VolAlto Caserta       | 25-19, 25-19, 25-23               |
| 33ª giornata - 2 aprile 2018 PalaEvangelisti, Perugia    | Wealth Planet Perugia | 3 - 2 | Zambelli Orvieto      | 25-22, 13-25, 22-25, 25-20, 15-11 |
| 34ª giornata - 8 aprile 2018 PalaCapriglia, Pellezzano   | Due Principati        | 3 - 0 | Wealth Planet Perugia | 25-19, 25-19, 25-20               |

## Statistiche

### Statistiche di squadra
| Competizione | Punti | In casa | In casa | In casa | In trasferta | In trasferta | In trasferta | Totale | Totale | Totale |
| Competizione | Punti | G       | V       | P       | G            | V            | P            | G      | V      | P      |
| ------------ | ----- | ------- | ------- | ------- | ------------ | ------------ | ------------ | ------ | ------ | ------ |
| Serie A2     | 24    | 16      | 5       | 11      | 16           | 4            | 12           | 32     | 9      | 23     |
| Totale       | -     | 16      | 5       | 11      | 16           | 4            | 12           | 32     | 9      | 23     |

G = partite giocate; V = partite vinte; P = partite perse

### Statistiche dei giocatori
| Giocatore       | Serie A2 | Serie A2 | Serie A2 | Serie A2 | Serie A2 | Totale | Totale | Totale | Totale | Totale |
| Giocatore       | P        | PT       | AV       | MV       | BV       | P      | PT     | AV     | MV     | BV     |
| --------------- | -------- | -------- | -------- | -------- | -------- | ------ | ------ | ------ | ------ | ------ |
| V. Barbolini    | 25       | 82       | 71       | 7        | 4        | 25     | 82     | 71     | 7      | 4      |
| E. Fiore        | 26       | 226      | 200      | 13       | 13       | 26     | 226    | 200    | 13     | 13     |
| A. Giampietri   | 31       | 0        | 0        | 0        | 0        | 31     | 0      | 0      | 0      | 0      |
| G. Kotlar       | 20       | 91       | 60       | 22       | 9        | 20     | 91     | 60     | 22     | 9      |
| S. Lotti        | 30       | 310      | 253      | 32       | 25       | 30     | 310    | 253    | 32     | 25     |
| R. Mancinelli   | 17       | 37       | 24       | 3        | 10       | 17     | 37     | 24     | 3      | 10     |
| F. Mazzini      | 32       | 46       | 34       | 6        | 6        | 32     | 46     | 34     | 6      | 6      |
| G. Pascucci     | 31       | 293      | 242      | 36       | 15       | 31     | 293    | 242    | 36     | 15     |
| J. Puchaczewski | 14       | 6        | 3        | 3        | 0        | 14     | 6      | 3      | 3      | 0      |
| V. Repice       | 30       | 231      | 189      | 28       | 14       | 30     | 231    | 189    | 28     | 14     |
| R. Rimoldi      | 22       | 6        | 1        | 4        | 1        | 22     | 6      | 1      | 4      | 1      |
| C. Santibacci   | 1        | 0        | 0        | 0        | 0        | 1      | 0      | 0      | 0      | 0      |
| M. Tomić        | 14       | 171      | 139      | 23       | 9        | 14     | 171    | 139    | 23     | 9      |
| L. Zuleta       | 31       | 273      | 179      | 80       | 14       | 31     | 273    | 179    | 80     | 14     |

P = presenze; PT = punti totali; AV = attacchi vincenti; MV = muri vincenti; BV = battute vincenti